# 白喉秧雞屬
白喉秧鸡属是鹤形目秧鸡科下的一属，现仅存白喉秧鸡一种，留尼旺秧鸡和奇克秧鸡在17世纪灭绝。分布于印度洋塞舌尔群岛阿尔达布拉环礁的白喉秧鸡亚种是目前西印度洋地区仅存的一种不会飞的鸟。 
本属的秧鸡的骨骼与卢氏秧鸡属的秧鸡有很多相似之处，故有时两属会合并在一起。

## 种类
- 白喉秧鸡也称居维叶秧鸡（Dryolimnas cuvieri）
  - 白喉秧鸡指名亚种（Dryolimnas cuvieri cuvieri）有飞行能力，分布于科摩罗、马达加斯加、马约特和塞舌尔等地
  - 白喉秧鸡阿尔达布拉亚种（Dryolimnas cuvieri aldabranus），无飞行能力，分布于塞舌尔阿尔达布拉环礁
  - 白喉秧鸡阿桑普申亚种（Dryolimnas cuvieri abbotti） - 有部分飞行能力，分布于塞舌尔阿桑普申岛，20世初灭绝
- 留尼旺秧鸡（Dryolimnas augusti） -17世纪晚期灭绝
- 奇克秧鸡（Dryolimnas chekei） - 17世纪中期灭绝